# Infraroodstelsel

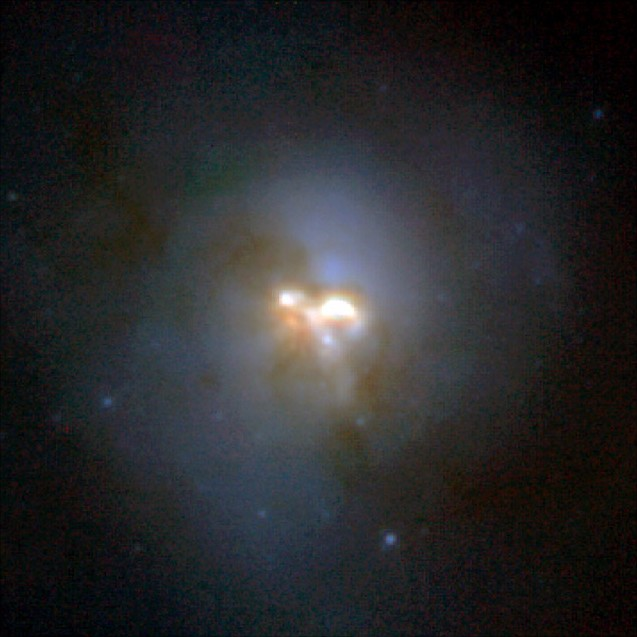
de ULIRG Arp 220

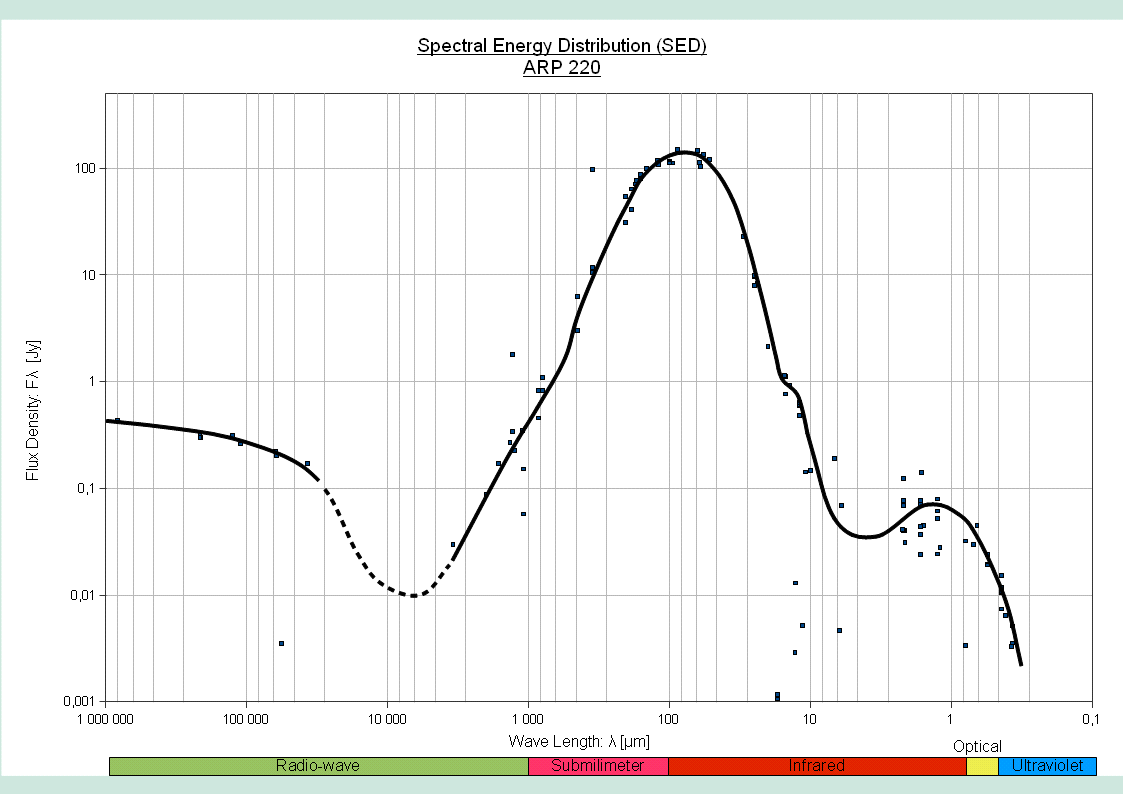
de spectrale energieverdeling van Arp 220

Een Infraroodstelsel is een sterrenstelsel met een hoge lichtkracht dat meer energie uitzendt in het infrarood tussen 8 en 1000 μm dan in alle andere golflengtegebieden samen.
Men onderscheidt:
- LIRGs (Luminous Infrared Galaxies) met een lichtkracht groter dan 1011 L☉
- ULIRGs (Ultra-Luminous Infrared Galaxies) met een lichtkracht groter dan 1012 L☉
- HLIRGs (Hyper-Luminous Infrared Galaxies) met een lichtkracht groter dan 1013 L☉

Er zijn meer infraroodstelsels in het heelal dan starburststelsels, Seyfert-stelsels en quasars met vergelijkbare lichtkracht. Veel van de LIRGS en ULIRGS vertonen vervormingen: het zijn de eindfases van interagerende sterrenstelsels.

## Ontdekking
De dichtstbijzijnde en helderste infraroodstelsels zijn Messier 82 en Arp 220. Grote aantallen (tienduizenden) infraroodstelsels zijn voor het eerst ontdekt door de infraroodtelescoop IRAS, die de eerste hemelatlas in het midden- en ver-infrarood bij 12, 25, 60, en 100 micron gemaakt heeft. Uit de infrarode fluxdichtheden en de afstand (verkregen uit de roodverschuiving van de stelsel) kon de lichtkracht van deze sterrenstelsels berekend worden.

## Eigenschappen
Infraroodstelsels zijn meestal enkelvoudige, gasrijke spiraalstelsels waarin de infrarode lichtkracht ontstaat door stervorming in de stelsels. Echter in sommige stelsels (vooral in ULIRGS) komt een deel van de lichtkracht uit een AGN (die een superzwaar zwart gat bevat), en/of is het gevolg van een starburst. Infraroodstelsels stralen de meeste energie uit in het infrarood (zie de figuur met de spectrale energieverdeling van Arp 220) en zijn vaak niet zichtbaar in het optische gebied. De lichtkracht van deze stelsels is vergelijkbaar met die van quasars, die vroeger bekendstonden als de meest-energetische objecten in het heelal. De reden dat deze stelsels zwak zijn in het optische gebied is dat zij rijk zijn aan gas en stof, dat het licht van het stelsel absorbeert en weer uitzendt in het infrarood. De hoge lichtkracht van infraroodstelsels wordt veroorzaakt door een meer dan 100 maal grotere hoeveelheid stervorming in dit gas en stof dan in het melkwegstelsel.
Volgens sommige studies zijn (U)LIRGS het resultaat van het versmelten (merging) van twee of meer interagerende sterrenstelsels. De schijven en bulges versmelten en vormen een LIRG, die zich later ontwikkelt tot een ULIRG (na de vorming van een supermassief zwart gat). De latere stadia van dit proces zijn een quasar en een elliptisch sterrenstelsel. Men komt tot deze conclusie omdat sterren in elliptische stelsels veel ouder zijn dan de sterren in eerdere stadia.